# Birchgrove, New South Wales
Birchgrove este o suburbie în Sydney, Australia.